# Klapayan
Klapayan is een bestuurslaag in het regentschap Bangkalan van de provincie Oost-Java, Indonesië. Klapayan telt 3069 inwoners (volkstelling 2010).